# Driver: Parallel Lines
Driver: Parallel Lines är ett konsolspel och uppföljaren till Driv3r. Spelet släpptes 2006 till Playstation 2 och Xbox. Generellt har spelet mottagits av recensenterna med godkänt betyg.[källa behövs] I spelet spelar man som den 18-årige The Kid.

## Handling
1978 lämnar The Kid sitt hem i Kalifornien för att försöka slå igenom på brottets bana i New York. Han tar kontakt med en gammal kompis vid namn Ray som äger ett garage i Queens och han får till en början agera chaufför vid mindre rån och inbrott. Efter att The Kid prövat på rollen som småskurk så presenterar Ray honom för den sluge Slink som är en hallick och knarklangare från Harlem. Slink erbjuder The Kid lite större och mer välbetalda jobb. Efter ett tag är The Kid med i gänget som består av brottslingarna Slink, The Mexican, Bishop och Candy, samt ledaren, den mystiske Corrigan. De flesta stötarna handlar om att sabotera bilar och affärer för maffian men även bankrån och fritagningar.
Spelet tar en ny vändning då The Kid efter en misslyckad stöt upptäcker att hans vänner inte är de de utgett sig för att vara, Corrigan är en korrumperad chef för NYPD och de andra är betalda för att hjälpa honom att sätta dit The Kid. The Kid döms till fängelse i 28 år och år 2006 kommer han ut i ett förändrat och mörkare New York. När The Kid är på väg hem till sin vän Ray upptäcker han The Mexican på tunnelbanestationen och det blir en våldsam jakt som till slut leder till The Mexicans död. Det blir början på en vendetta som utspelar sig i nutida New York.

## Tidsanda i spelet
Reflection har tagit GTA-seriens idé och använt musik från den tid spelet utspelar sig i. I början av spelet är gatorna är fulla av tidstypiska bilar och fotgängare och i radion spelas David Bowie, Blondie, Iggy Pop och James Brown.

## Figurer
- The Kid - bilexperten
- Ray - Kan uppgradera alla bilar
- The Mexican - Komisk
- Bishop - Vapenexperten
- Candy - Hjärnan bakom alla stötar
- Corrigan - Mystisk snubbe
- Maria - Din kontakt
- Slink - Partykungen